# Тюряев, Насыр-хан Тюря Камальхан
Насыр-хан Тюря Камальхан Тюряев, варианты имени Насирхан Тюря Камалханатюряев или Саид Насырхан тюря Камалхан тюря угли (1871 —  	13 апреля 1931)  — мулла, богослов, политический и государственный деятель, член Всероссийского учредительного собрания в Ферганского избирательного округа, министр просвещения Кокандской автономии.

## Биография
Из ханского рода. Родился в селе Кариота (узб. Qoriota) Касанской волости Наманганского уезда Ферганской области в семье мударриса Саида Газихана Саида Камальхана Тюря. Начальное образование он получил в семье и читать и писать научился дома. Позднее, для продолжения образования, он учился в медресе «Мавлави» в Намангане и медресе Бухары. После окончания он отправился в хадж и во время путешествия познакомился с системой образования в медресе Мекки, Медины, Ирака, Индии и Афганистана.
В 1912 году вернулся в Туркестан, он стал казием города Наманган и с 1913 года активно участвовал в движении джадидов. Тогда же он начал преподавать в медресе своего отца «Мавлави» и в медресе Муллы Кыргыза. Во время восстания 1916 года был духовным лидером повстанцев в Узгене, Касансае и Намангане. С 1917 года он был активным членом организации «Шуро-и‑Исламия». Тогда же был избран членом Наманганской городской думы.
На IV Чрезвычайном общемусульманском краевом съезде (26–27 ноября 1917 г., Коканд) избран в Туркестанский временный народный совет (ТВНС) и в Туркестанское народное правление — Временное правительство автономного Туркестана (Кокандской автономии), в котором стал министром народного просвещения. Вёл работу по организации начальной школы и выработке закона о порядке использования вакуфных имуществ. Насыр-хан Тюря принимал активное участие в разработке программы и устава партии «Тюркский народный центр» (узб. «Turk adam markaziyat»).
Выборы в Учредительное собрание в Ферганском избирательном округе были проведены 12 января, а итоги подведены лишь в марте 1918 года. Насыр-хан Тюря был избран в этом округе по списку № 1 (Муиниль-Ислам).
После разгрома Кокандской автономии в феврале 1918  года Тюряев вплоть до середины 1924 года продолжал заниматься сельским хозяйством на собственной земле. С 1919 по 1923 год он возглавлял Наманганское отделение Шариатского суда. 
Сведения об отношении к басмачам и роли Насыр-хана Тюря в басмачском движении весьма противоречивы. Насыр-хан Тюря критиковал некоторых курбанбаши басмачей за грабежи местного населения (обычная практика партизан). За это глава наманганских басмачей Аман-Палван даже приговорил его к смерти, но после многочисленных протестов мирных жителей отменил это своё решение.
В 1923-1924 годах Насир-хан Тюря и его сын за короткий период времени добились хороших экономических успехов благодаря внедрению  в «Союзе батраков» древних мусульманских традиций управления пожертвованиями. После этого местные жители начинают требовать роспуска «Союза рабочих», что вызвало ожесточенное сопротивление со стороны Советов. 24 февраля 1924 года многие рабочие вышли на улицы на массовую демонстрацию против советской политики. 
В августе 1924 года все имущество Насыр-хана Тюря было конфисковано государством, а сам он был под арестом отправлен в Самарканд в Исправдом. 10 июля 1925 года Насыр-хана Тюря вместе с Миркаттом Саидом Ориф оглы были сослали в Оренбург сроком на 3 года. В Оренбурге Насыр-хан жил в доме хазрата Мухаметвали Хусаинова, основателя медресе "Валия". Там Насыр-хан Тюря занимался изучением трудов восточных мыслителей Джамалуддина аль-Афгани и Мухаммада Абдо. В частности, он перевёл с персидского на узбекский трактат Джамалуддина аль-Афгани, одновременно выразив свои собственные мысли и взгляды в обширных комментариях.
После истечения срока ссылки, 10 августа 1928 года, Насыр-хан вернулся в Наманган. По-видимому, это удалось благодаря многочисленным обращениям ферганцев к властям. Популярность учителя, то, что люди к нему стекаются со всей Ферганской долины очень беспокоило власти и против Насыр-хана было заведено новое следственное дело.
По словам  Мусы Туркестани, Абдурахимхан Тюря с Мияном-Кудратом и ещё четырьмя уважаемыми жителями Ферганской долины ездили на поиски Насыр-хана. Все шестеро вернулись, не добившись результата. Детали этой операции раскрываются в документах ОГПУ. 31 октября 1929 года начальник Ферганского окружного отделения ОГПУ Денисов и уполномоченный Восточного отделения Гайнетдинов направили уполномоченному представителю ОГПУ в Средней Азии Л. Н. Бельскому проект письма Насыр-хану тюря о необходимости сдачи властям, составленное Абиджаном Махмудовым. В нём содержится рекомендация, что, когда комсомольцы и советские власти Касана обидели Насыр-хана Тюря, ему следовало бы обращаться к вышестоящим властям в Коканде или Самарканде, а не уходить в подполье. 9 ноября того же года  Бельскому и зам. председателя ГПУ УзбССР П. Ю. Перкону докладывали, что 8-го утром к Насыр-хану Тюря выехала делегация с письмом с предложением сдаться властям, подписанным шестью авторитетными жителями Ферганской долины: Тораханом Махсумом Холтораевым, Абдурахмонханом Тюря Эшонханом Тюряевым, Мияном Кудратом, Мияном Ходи Хазратом Сахибом Дадаевым, муллой Абдукаримом Аламом Холмухаммедовым, муллой Мухитдином Махсумом Исаевым. Как известно, переговоры не привели к результату. Авторы письма попали под подозрение. Из записки  Назира Тюрякулова от 23 апреля 1931 года следует, что Миян-Кудрат, привлечённый к уговорам Насыр-хана Тюря сдаться властям, уже начиная с 1921-1922 годов, был у Кокандский ОГПУ  на оплачиваемой "антибасмаческой работе", но, впав в немилость после провала операции по нейтрализации Тюряева, бежал в Афганистан, где был обласкан эмиром и не был выдан, как другие беглецы, в СССР

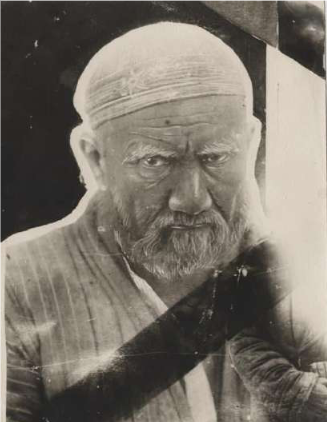
Тюремная фотография Насыр-хана Тюря 1930-го года.

Весной 1930 года чекисты продолжали искать и интересоваться связями Насырхана Тюря. Начиная с 27 мая, начались активные аресты в его окружении, среди его родственников и учеников. Уже к 8 июня 1930 года только в Наманганской области по делу Насыр-хана было арестовано более ста человек. Из них в 2021 году Верховным судом Узбекистана были реабилитированы 93 человека, включая самого Насыр-хана. Судьба еще не менее 10 человек неизвестна, они либо были отпущены до окончания следствия без предъявления обвинения, либо не были реабилитированы. 
16 июля 1930 года Насыр-хан был арестован при попытке пробраться в Кашгарию. 
На допросе 20 августа 1930 года Насыр-хан Тюря твердо и ясно выразил причины своего несогласия с советской политикой. В ходе последующих допросов учитель был глубоко потрясен, узнав, что некоторые из его доверенных учеников и родственников уже перешли на советскую сторону и клевещут на него.
Опасаясь потери своих должностей, сотрудники ГПУ приговорили 27 октября 1930 года к смертной казни вместе с великими мыслителями Востока ученого, исследователя и героя Насыр-хана Тюря Камалхан оглы. Этот несправедливый приговор был приведен в исполнение в Ташкенте 13 апреля 1931 года. 
25 августа 2021 года в соответствии с  распоряжением президента Узбекистана Шавката Мирзиёева от 8 октября 2020 года «О дополнительных мерах по более глубокому изучению наследия и увековечению памяти жертв репрессий» 92 обвиняемых по делу Насыр-хана Тюряева были реабилитированы Верховным судом республики Узбекистан.

## Семья
В документах по реабилитации сказано, что на момент ареста семья Насыр-хана Тюря состояла из 4 человек. Известны имена двух сыновей осужденных вместе с ним:
- Сын — Ишан Дадахан Насырханов, 24 лет, 27 октября 1931 года приговорён к ВМН (расстрелу)[4]
- Сын — Хасан Хан Насырхан Тюряев, 18 лет, ученик медресе, 27 октября 1931 года приговорён к 6 годам ИТЛ[4]

## Труды
- «История Туркестана» (15 глав),[6]
- «Оренбургские письма», мемуары[6]

## Комментарии
1. ↑  Ряд источников указывают 1873 год рождения[3], в документах, связанных с реабилитацией указан 1874 год рождения[4]
2. ↑  Д. И. Хомидов указывает, что Насыр-хан учился не только в медресе Хиджаза (то есть Мекки и Медины), но и Йемена[3].
3. ↑  Другие источники датируют возвращение в Туркестан 1913 годом[3].
4. ↑  Сайт "Хронос" сообщает: "В 1920-1923 глава правительства в Намангане"[1]. Видимо, речь о работе в Шариатском суде.
5. ↑  Хусаинов Вали (Мухаметвали) (1871–1933) — татарин, религиозный и общественный деятель, содержатель медресе «Валия», издатель журнала «Дин вамагишат»[11].
6. ↑  Из проекта письма 1929 года Абиджана Махмудова к Насыр-хану Тюря с рекомендацией ему сдаться советским властям следует, что популярный проповедник был возвращен после ссылки на родину после массового обращения ферганцев в вышестоящие органы. При этом Абиджан Махмудов упрекает Насыр-хана в том, что два других популярных ферганских проповедника Нуретдин Ходжа Мусабаев, находившийся в Соловках, и Юнусжан Ходжи Агиликов возвращены не были[3]. Позволили ли вернуться в Фергану сосланному одновременно с Насыр-ханом в Оренбург Миркатту Саиду Ориф оглы, из письма неясно.
7. ↑  21 февраля 1930 года заместитель начальника Постоянного представительства ОГПУ в Средней Азии В. А. Каруцкий направил доклад начальнику Восточного отдела Постоянного представительства ОГПУ В. М. Круковскому, подписавшие письмо Насыр-хану исламские учёные "симпатизировали печатникам на начальном этапе печатного движения, молча наблюдали за их подготовкой к печатному движению и развитием книгопечатания, а затем, когда типография потерпела поражение, они предложили свои услуги с обещанием уговорить Насыр-хана Тюря сдаться"[3]. С одной стороны это ясно говорит, что все подписавшие письмо были под подозрением. С другой стороны необходимо пояснить, кто такие "печатники", и что такое "печатное движение". С нашей точки зрения, наиболее вероятно, что это ошибка не отредактированного текста машинного перевода с узбекского. Гугл-транслайт (на 12.04.2025) переводит "Bosmachilik" как "печать", "bosmachi" как "принтер" и т. д.
8. ↑  На допросе 30 апреля 1930 года задержанного в Узбекистане казахского ишана Бахабуллы Аппак-Ишанова[14] его спрашивают "Где и когда в последний раз встречались с Насырхан-тюря или с его учениками?" Ответ: "О каком Насырхан-тюря Вы спрашиваете? Я совершенно ничего не знаю об уходе к басмачам какого-либо Насырхан-тюря и ничего о нем не слыхал"[15]
9. ↑  27 мая 1930 были арестованы не менее 5 человек — это 4 муллы Исраил Садыкбаев, Турды Аширматов, Мамаджан Карабаев, Ходжихан Каримбаев и крестьянин Хашимбай Хакимбаев[4].
10. ↑  Список проходивших по делу Н. Тюряева и реабилитированных в 2021 году.
11. ↑  На сайте "Электронная платформа по истории Туркестанской автономии" сказано, что Насыр-хан скончался в тюрьме 27 сентября 1935 года. В 5-м томе «Национальной энциклопедии Узбекистана» приведена дата смерти 3 сентября 1938 года[6]. В некоторых источниках дата приведения в исполнения приговора — 16 апреля 1931 года[3]. Д. И. Хомидов приводит письмо одного реально существовавшего сотрудника спецслужб другому, в нём содержатся две противоречащие друг другу версии судьбы Насырхана Тюря. Подлинность письма требует подтверждений, так как оно изначально было опубликовано в беллетризованных мемуарах с подзаголовком "роман-хроника". Майор НКГБ в отставке Д. В. Кордуб[17] пишет отставному полковнику внешний разведки Г. М. Музипову[18]:  

Здравствуй, Габит Мазитович!
… он [Насырхан-тюря] был задержан в 1930 году недалеко от Намангана...
Погиб Насырхан-тюря при следующих обстоятельствах: в том же 1930 году однажды после допроса Насырхан-тюря бросился с 4 этажа мимо лестницы и разбился.

Внешность Насырхана-тюря: выше среднего роста, лицо белое, холёное, но худощавое, небольшая бородка клином, нос римский; в общем, красавец-мужчина.

В части знания русского языка сказать затрудняюсь; но, кажется, он неплохо говорил по-русски. Вот, кажется, и всё...

Кроме этого, хочу тебе поведать вот такое. В 1940 году… я тогда работал в гор Фрунзе... И вот нарком вызвал меня и
приказал немедленно ехать в село Исфахана и разобраться с поступившим заявлением, которое компрометировало работника райисполкома.
Прибыв на место, мы с начальником РО выехали к первоисточнику. Но когда я увидел этого человека, мне пришлось несколько раз протереть глаз: я не мог верить, что передо мной сидит не кто иной, как Насырхан-тюря. На анкетный вопрос, «Ваша фамилия?» он ответил, что он – Насырхаи-тюря и что по милости божьей он жив. Недолго думая, я ему предъявляю ультиматум: немедленно сдать
оружие, полученное в подарок от эмира Бухары. Немного подумав, он, выйдя во двор, вынул из-под камышовой крыши револьвер «Смит-Вессон» и клинок, расписанный арабским шрифтом (этот клинок в 1969 году я видел у Мавлянова Разака). В дальнейшем выяснилось, что заявление на работника он написал по злобе, будучи уверенным, что ГПУ этого работника райисполкома арестует. Также в протоколе было отмечено место проживания: в таком отдалённом тихом месте ему на старости очень нравится.

Что было дальше, мне не известно. Это уже дело руководства.

Вот, кажется, и все. Привет домочадцам[19]..